# Готель Арс
Готель Арс (ісп. Hotel Arts) — хмарочос в Барселоні, Іспанія. Висота 44-поверхового будинку становить 154 метри. Будівництво тривало з 1991 по 1992 рік. Проєкт було розроблено американським архітектурним бюро Skidmore, Owings and Merrill.